# 白鸽磨料磨具
白鸽磨料磨具有限公司为位于河南省郑州市的一家专门生产磨料磨具的企业，其前身可追溯到始建于1956年，由民主德国援建的第二砂轮厂（简称“二砂”）。1993年，由第二砂轮厂经股份制改造设立的白鸽（集团）股份有限公司在深圳证券交易所上市（简称：豫白鸽A，深交所：000544），成为河南省第一家A股上市公司。2006年白鸽股份进行资产置换，上市公司主体于2007年变更为中原环保股份有限公司。原白鸽股份磨料磨具业务相关的资产、人员等作为主体成立了目前的公司，并于2013年托管于国机精工运营。

## 历史
1953年5月，中南砂轮厂（为最初名称，1962年4月改名为第二砂轮厂）筹备处在武汉成立。为使工厂更靠近主要原料铝矾土的产地河南巩县，同年9月，筹备处迁至郑州，并于12月改名郑州砂轮厂。1954年7月，国家计委批准《郑州砂轮厂设计计划任务书》，同时建厂的准备工作全面开展。1955年9月，工厂改名四〇二厂。同年10月22日，中華人民共和国与東德签订《四〇二厂初步设计审批议定书》。1956年8月，生产主厂房破土动工。1960年，全厂土建工程与设备安装基本完成。然而，经过负荷试车，发现刚玉磨料生产系统、磨具精加工系统等存在问题，导致工厂不能按期投产。后中德双方协定由德方负责改建厂房和设备更换，费用由德方承担，中方施工，至1964年改建完成，并于同年年底通过验收。
在“边基建、边生产、边练兵”的方针下，二砂通过自建生产设施与国外设备配合，在1958年11月即开始临时生产和试生产。在验收通过后，二砂于1965年正式投产。1966年，工厂的产量、品种达到设计水平。但随后到来的文化大革命爆發後，使工厂的正常生产收到严重影响，产量和利润均大幅下滑。文革之后，二砂由生产型工厂向生产经营型工厂转变。1980年，二砂被国家经委、财政部和机械部批准为扩权试点单位。。1988年4月，经国家批准，成立了以二砂为主体，由全国12个省市的53个单位组成的白鸽磨料磨具联营总公司（白鸽集团），为当时中国最大的磨料磨具工业企业。1993年12月，白鸽（集团）股份有限公司成立，并在深圳证券交易所上市，成为河南省第一家A股上市公司。
白鸽集团的经济效益在1997年后明显下滑。至2002年，因连续两年亏损，股票名称改为“ST白鸽”。为避免退市，在郑州市人民政府的介入下，白鸽集团于2003年通过与郑州市热力总公司的资产置换事宜。重组后的白鸽股份由郑州市热力总公司控股，并将城市集中供暖纳入公司主营业务。经过此次资产重组，白鸽股份在2003年轉虧為盈，避免因连续三年亏损而被迫退市。
2006年，郑州市污水净化有限公司成为白鸽股份的第二大股东，同时将所属的王新庄污水处理厂经营性资产与白鸽股份的磨料磨具业务相关资产和负债进行资产置换，从而完成了对白鸽股份的资产重组。2007年1月，白鸽（集团）股份有限公司更名为中原环保股份有限公司，主营由磨料磨具变更为城市污水处理，证券名称更名为中原环保。同时，以原白鸽股份磨料磨具业务相关的资产、人员等为主体成立了目前的白鸽磨料磨具有限公司，并于2013年托管于国机精工运营。2018年，白鸽磨料磨具从1956年始建的老厂区迁至位于荥阳市的郑州材料产业园。2019年10月7日，老厂区以“郑州第二砂轮厂旧址”之名，被国务院公布为第八批全国重点文物保护单位。